# رالف سامبسون الثالث
رالف سامبسون الثالث (بالإنجليزية: Ralph Sampson III)‏ مواليد 5 يناير 1990، هو لاعب كرة سلة أمريكي. بدأ مسيرته الاحترافية في سنة 2012. يبلغ طوله 6 قدم 11 بوصة (2.1 م). لعب مع بيسونس لويما ومين ريد كلوز.

## روابط خارجية
- رالف سامبسون الثالث على موقع كرة السلة الأوروبية.كوم (الإنجليزية)
- رالف سامبسون الثالث على موقع كلية كرة السلة في سبورتس رفرنس.كوم (الإنجليزية)
- رالف سامبسون الثالث على موقع ريلجم (الإنجليزية)
- رالف سامبسون الثالث على موقع بروبوليرز (الإنجليزية)
- رالف سامبسون الثالث على موقع سبورتس رفرنس (الإنجليزية)
- رالف سامبسون الثالث على موقع سبورتس رفرنس (الإنجليزية)